# Niška mlekara Niš
Niška mlekara Niš (code BELEX : MLNI) est une entreprise serbe qui a son siège social à Niš. Elle travaille dans le secteur agroalimentaire.

## Histoire
Niška mlekara a été fondée en 1957 avec des fonds de l'UNICEF, pour approvisionner en lait la ville de Niš et sa région. En 1974, la laiterie a rejoint le groupe Agrokombinat. Dans les années 1980 et 1990, elle a poursuivi son développement tout en diversifiant sa production. Après une tentative infructueuse de privatisation en 2004, ce processus a repris entre 2007 et 2009, avec des engagements de la part des sociétés Kruna komerc d.o.o., Profiko d.o.o., Pogled d.o.o. et Milk union d.o.o.
Niška mlekara a été admise au libre marché de la Bourse de Belgrade le 7 juillet 2005.

## Activités
Niška mlekara propose toutes sortes de produits laitiers, dont du lait pasteurisé et stérilisé, et des yaourts.
Elle fabrique aussi de la crème, dont de la crème au poivre, de la féta, des fromages, des crèmes fromagères, ainsi que du beurre et des fromages fondus.
Elle vend notamment sous les marques Mleko, Robi, Kisela pavlaka, Niška paprika et Zona.

## Données boursières
Le 20 juin 2013, l'action de Niška mlekara Niš valait 1 620 RSD (14,12 EUR). Elle a connu son cours le plus élevé, soit 1 800 RSD (15,69 EUR), le 6 mai 2011 et son cours le plus bas, soit 240 RSD (2,09 EUR), le 13 mars 2007.
Le capital de Niška mlekara Niš est détenu à hauteur de 33,38 % par des personnes physiques, 33,56 % par Kruna Komerc d.o.o., 14,84 % par Pogled d.o.o. Rosica et 12,17 % par Profiko d.o.o. Beograd.